# Gabriel Metsu

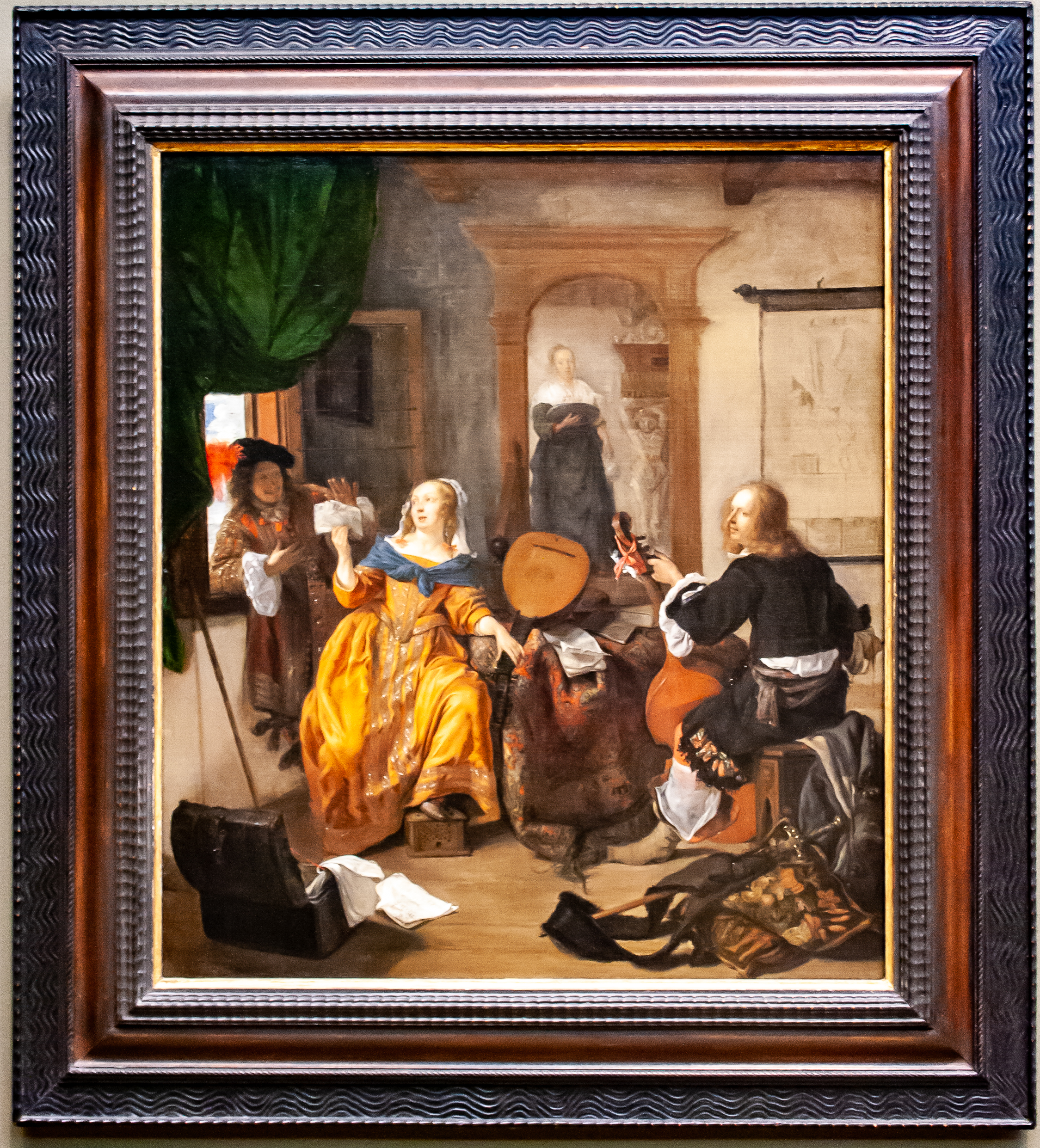
Egyik jellegzetes zsánerképe a New York-i Metropolitanben

Gabriel Metsu (Leiden, 1629. január – Amszterdam, 1667. október 24.) a holland festészet aranykorának festője. Főleg zsánerképeket alkotott, amik közül sokat portrénak is lehet tekinteni. Híres lett ezüstös színkezeléséről, a beeső fény ábrázolásáról és rejtett erotikájáról. Munkássága háttérbe szorult Johannes Vermeer sikerei mögött, ezért számos kritikus szerint nem kapta meg a megérdemelt elismerést. 133 műve maradt fenn, ebből 14 dátummal.

## Élete és munkássága
Apja Jacques Metsu flamand festő volt. Anyjának, Jacomijntje Garniersnak korábbi házasságából már volt három gyermeke. A család Leidenben élt. 
Arnold Houbraken (1660–1719) neves korabeli műkritikus szerint első tanára Gerrit Dou, a legjelentősebb leideni zsánerképfestő volt. Gabriel Metsu már 1648-ban, 20 évesen tagja lett az akkor alapított leideni festő céhnek olyanok mellett, mint Jan Steen, Joris van Schooten, David Bailly és Pieter de Ring.
Néhány hónapig Nicolaus Knüpfertől is vett leckéket. majd Jan Baptist Weenixtől Utrechtben, de az első angol-holland háború okozta gazdasági nehézségek idején Amszterdamba költözött, ahol aztán végleg letelepedett. Ott főleg Gerard Terborch volt hatással művészetére.
Amszterdamban eleinte egy sikátorban lakott a Prinsengrachton, a zöldségpiac közelében, ami sok témát adott művészete számára. Metsu csirkéket is tartott és rajzolt is. 1658-ban feleségül vette Isabella de Wolffot Enkhuizenből, akinek apja fazekas, anyja festő, nagybátyja, Pieter de Grebber nevesebb haarlemi festő volt.
Metsu az amszterdami társasági élet híres festőjévé vált. Az elegánsabb Leidsestraatra költözött, nem messze mecénásaitól és vásárlóitól. Jan J. Hinlopen ruhakereskedő volt az egyik legfontosabb ügyfele. 
Fiatalon, 38 évesen hunyt el. 1667. október 24-én temették el Nieuwe Kerkben.

## Műveiből

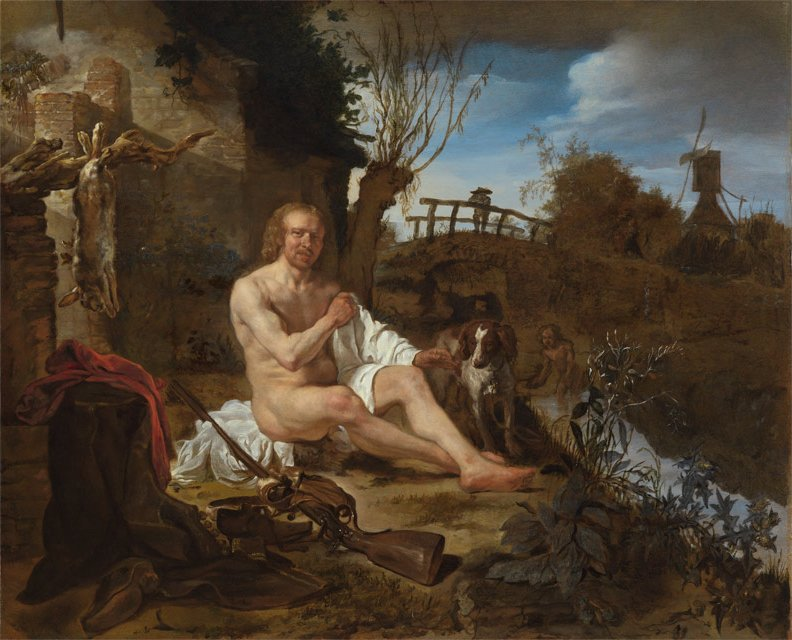
Vadász öltözik a fürdő után, c. 1654-1656
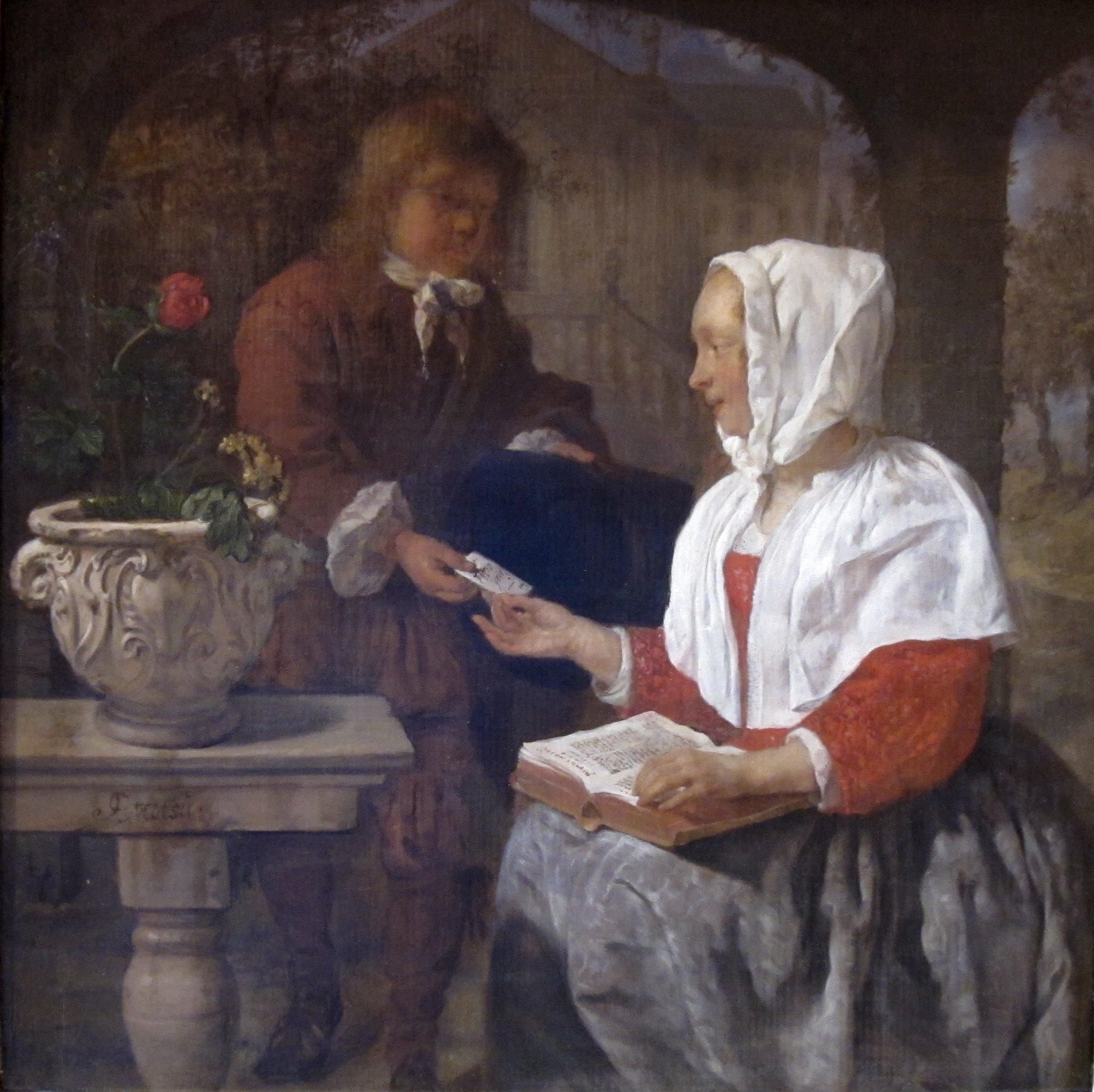
Egy lány levelet kap, 1658
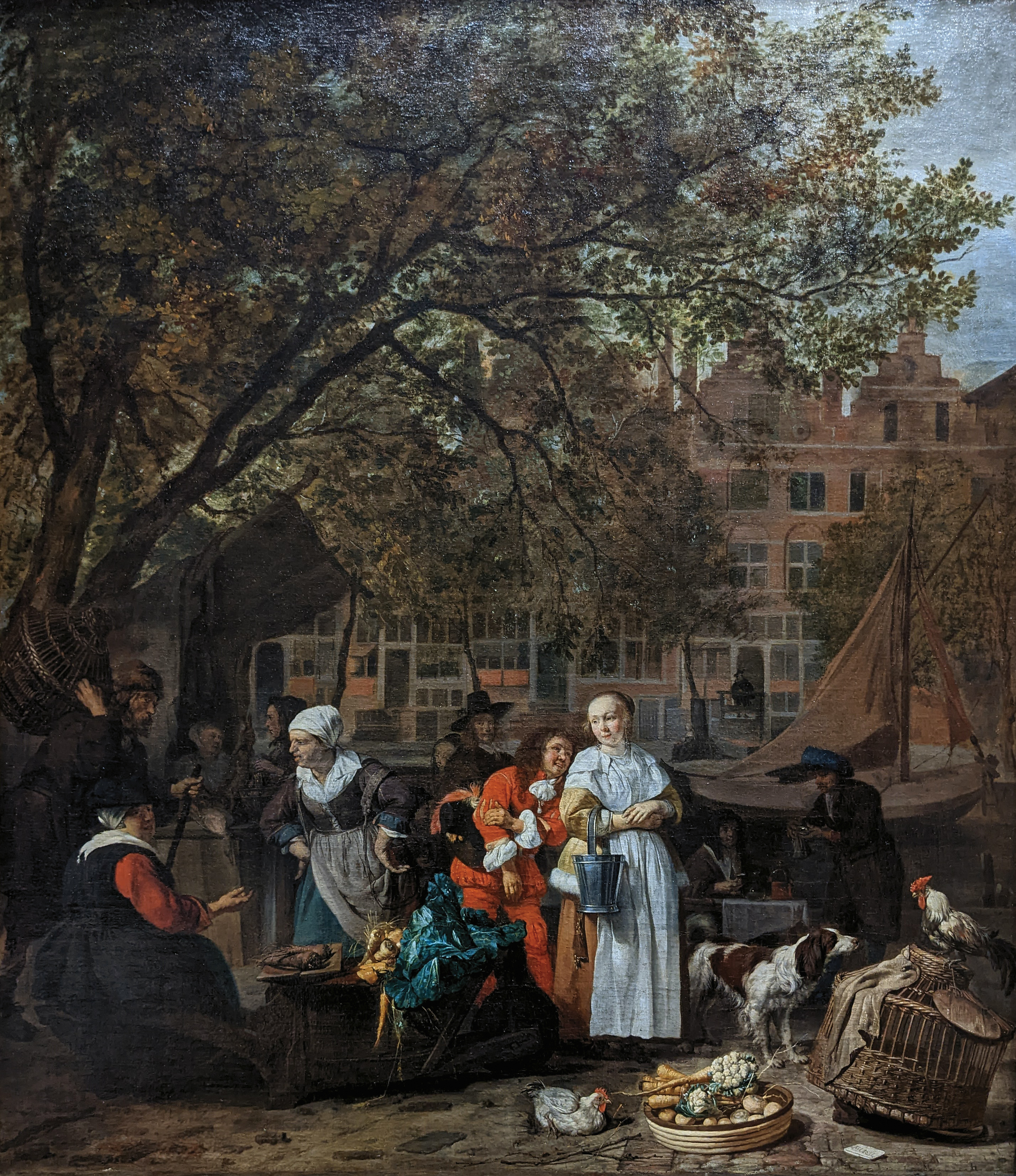
Zöldségpiac Amszterdamban, c. 1660–1
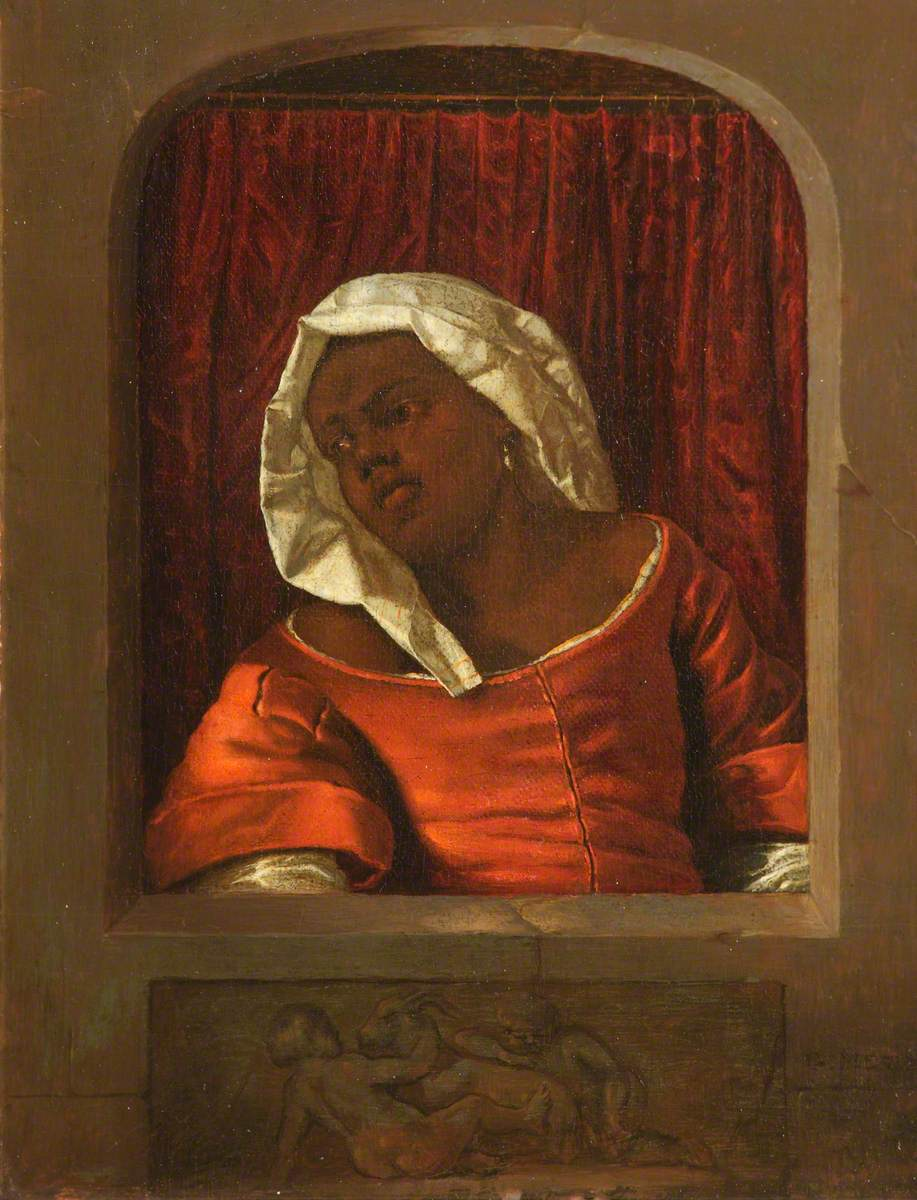
Vörösruhás hölgy, 1667
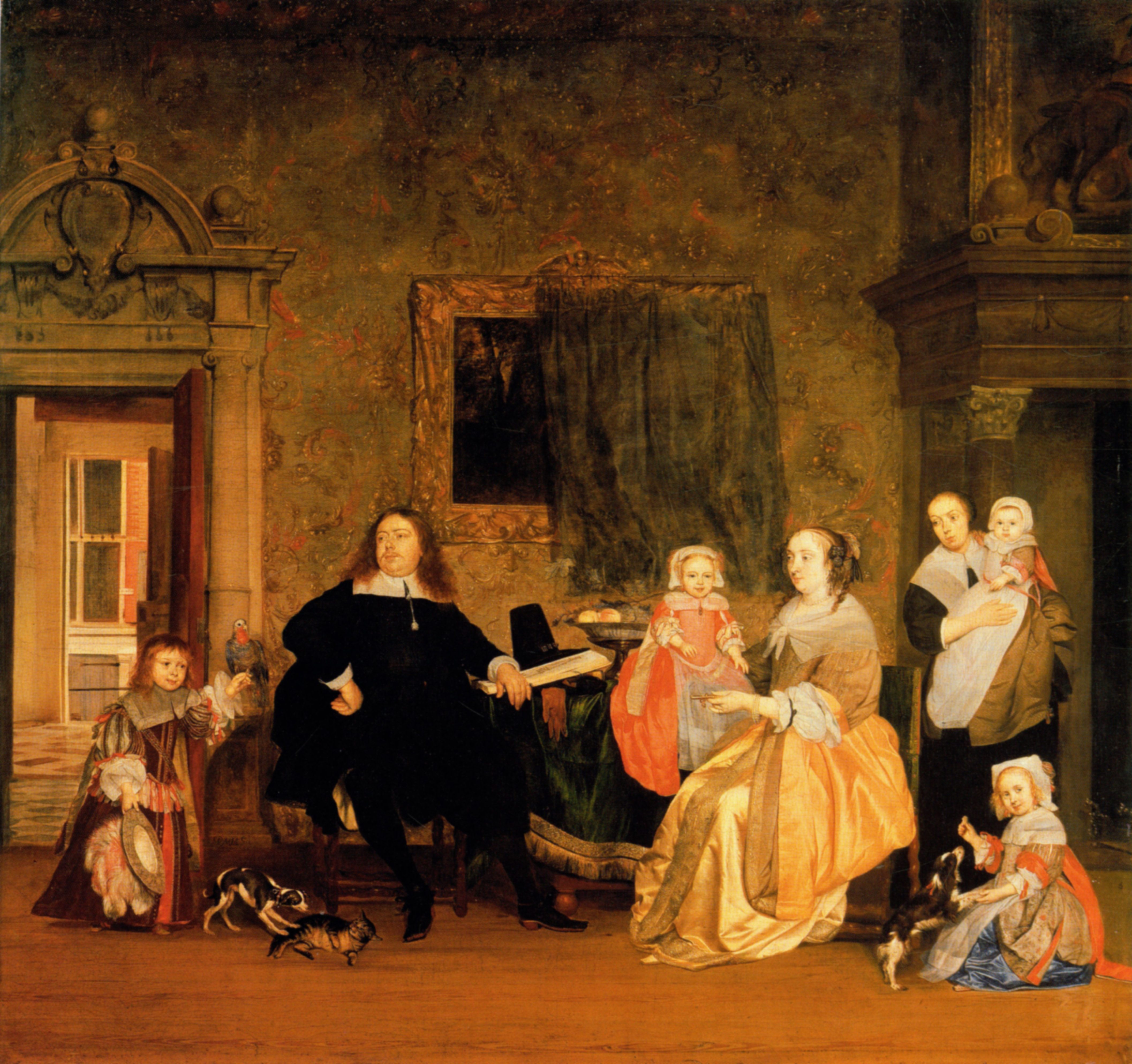
A Hinlopen család c. 1662
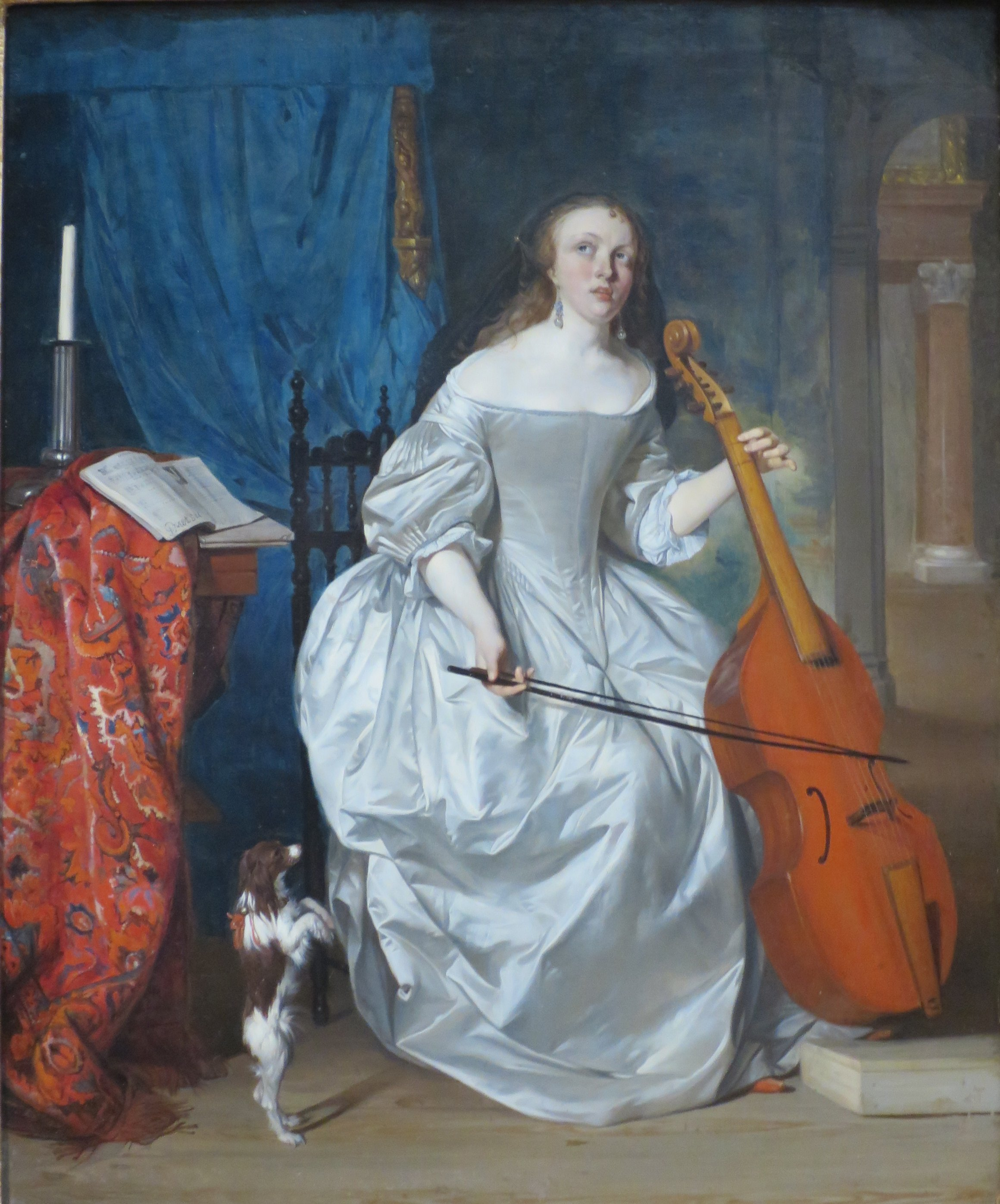
Viola de gambán játszó hölgy, 1663

## Fordítás
- Ez a szócikk részben vagy egészben  a   Gabriël Metsu című holland Wikipédia-szócikk ezen változatának fordításán alapul.  Az eredeti cikk szerkesztőit annak laptörténete sorolja fel. Ez a jelzés csupán a megfogalmazás eredetét és a szerzői jogokat jelzi, nem szolgál a cikkben szereplő információk forrásmegjelöléseként.